# Home de Clonycavan
L'Home de Clonycavan, és el cadàver d'un home momificat, que va viure aproximadament en els anys 392 aC al 201 aC, en l'edat de ferro. Es troba exposat al Museu Nacional d'Irlanda, a Dublín.
El cos va ser descobert al febrer de l'any 2003, per uns treballadors en una torbera pantanosa, en el llogaret de Clonycavan, Ballivor, prop de Dublín, localitat pertanyent al comtat de Meath, a la República d'Irlanda. Es va trobar en bon estat de conservació a causa de la protecció natural que li va atorgar l'haver-hi quedat enterrat dins d'una torbera encara que li faltaven mans, braços i una part del tronc que van poder ser arrencats per la maquinària utilitzada en l'extracció de la torba.

## Característiques
- Momificació natural
- Causa de la mort: va ser torturat, tenia una ferida en el cap provocat per un objecte contundent i tallant, i el nas trencat, en el que podia considerar-se com un sacrifici-ritual.
- Edat: 20 anys aproximadament.
- Altura: mesurava 1,57 m.
- El cos va aparèixer totalment nu.
- Utilitzava un fixador de pèl fet de resina de pi i oli vegetal per pentinar-se el cabell cap amunt uns 20 cm, a l'estil del "pentinat mohawk".[3]
- La seva dieta estava basada en verdures.